# Lộ Thành
Lộ Thành (chữ Hán giản thể: 潞城区, âm Hán Việt: Lộ Thành khu) là một quận thuộc địa cấp thị Trường Trị, tỉnh Sơn Tây, Cộng hòa Nhân dân Trung Hoa. Quận Lộ Thành có diện tích 615 km², dân số khoảng là 200.000 người. Năm Khai Hoàng thứ 16 (năm 596) thời Tùy Văn Đế lập huyện Lộ Thành từ huyện Ngải Lăng. Ngày 26/4/1994, huyện được nâng cấp thành thành phố cấp huyện và từ tháng 9/2018 trở thành một quận. Kinh tế quận này chủ yếu là khai thác than đá, mỏ sắt và các ngành liên quan.